# گیتار بیس

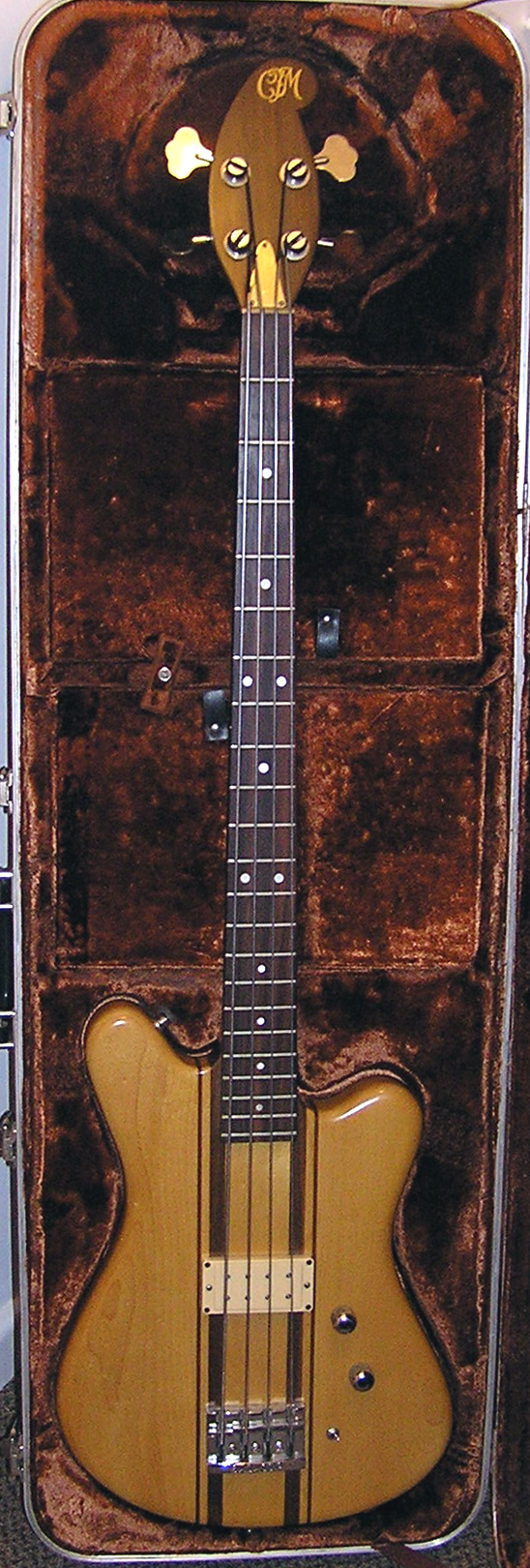
یک گیتار بیس قدیمی

گیتار بیس (به انگلیسی: Bass Guitar) (تلفظ: ‎/beɪs/‎) نوعی ساز زهی است که صدایش به‌وسیلهٔٔ پیکاپ به سیگنال الکتریکی تبدیل شده و به تقویت‌کننده ارسال می‌شود. تلفظ صحیح کلمه bass به انگلیسی بِیس می‌باشد.

## ویژگی
این ساز که برای تولید صداهایی با فرکانس و تُنِ پایین استفاده می‌شود، از نظر ظاهری بسیار شبیه به گیتار الکتریک است، با این تفاوت که بدنهٔ بزرگ‌تری دارد، دسته و میزان‌بندی‌اش بلندتر است، و معمولاً دارای چهار سیم (و گاهی پنج یا شش) است که از نظر تُن، یک اُکتاو پایین‌تر از گیتار الکتریک، در محدودهٔ بیس کوک می‌شود. گیتار بیس، هم می‌تواند دارای پرده‌بندی باشد و هم نباشد، اما در اکثر موسیقی‌های عامه‌پسند، بیس‌های پرده‌بندی‌شده رایج‌اند. علاوه بر این‌ها، گیتار بیس آکوستیک توخالی نیز ساخته شده‌است.
از حدود سال ۱۹۵۰ به بعد، در موسیقی‌های راک و پاپ، گیتار بیس به‌صورت وسیعی جایگزین کنترباس شد و تولید صداهایی با تُن پایین را برعهده گرفت. همچنین گیتار بیس به صورت تکی، در موسیقی‌های جاز، لاتین، فانک و فلامنکو استفاده می‌شود.

## تاریخچه

### دهه‌های ۱۹۳۰ و ۱۹۴۰
در دههٔ ۱۹۳۰ پاول توتمارک (به انگلیسی: Paul Tutmarc)، موزیسین و مخترع معروف (اهل سیاتل، واشینگتن، واشینگتن)، اولین گیتار الکتریک بیس را به‌صورت مدرن، از یک ساز پرده‌بندی‌شده که برای نگه داشتن در دست و نواخته شدن به‌صورت افقی طراحی شده‌بود ساخت. کاتالوگ فروش سازهای الکتریک کمپانی پاول توتمارک، آئودیووکس (به انگلیسی: Audiovox) شامل "مدل 736 Bass Fiddle" می‌شد که دارای ۴ سیم، پرده‌بندی شده‌بود و بدنه‌ای توپُر به طول ۳۰٫۵ اینچ داشت. تغییر شکل این ساز به فرم گیتارمانند باعث می‌شد که راحت‌تر نگه داشته شود و حمل‌ونقل آن آسان شود. اضافه شدن پرده‌های بیشتر باعث شد تا بیسیست‌ها آزادی عمل بیشتری در نواختن داشته‌باشند. حدود ۱۰۰ عدد از این نوع ساز در دههٔ ۱۹۳۰ ساخته شد.
در سال ۱۹۴۷، باد توتمارک (به انگلیسی: Bud Tutmarc) شروع به فروختن مدلی شبیه "Fiddle 736" برای شرکتی به نام سرنادر (به انگلیسی: Serenader) کرد و به‌صورت آشکارا به تبلیغ آن در کاتالوگ شمارهٔ ۴۸ شرکت هیتر (به انگلیسی: Heater Co) پرداخت؛ گرچه اختراعات خانوادهٔ توتمارک موفقیت زیادی در بازار کسب نکرد.

### دههٔ ۱۹۵۰
لئو فندر به کمک همکارش، جورج فولرتن (به انگلیسی: George Fullerton)، اولین گیتار بیس توپُر الکتریکی را تولید کرد. گیتار فندر پرسیژن (به انگلیسی:Fender Precision Bass) او در سال ۱۹۵۱ معرفی شد و به یک مدل استاندارد صنعتی تبدیل شد. پرسیژن بیس یا P-bass از یک تخته‌سنگ نتراشیدهٔ ساده که به مدل تلکستر (به انگلیسی: Telecaster) با پیکاپ تک‌سیم‌پیچ شبیه بود به گیتاری با بدنهٔ منحنی و لبه‌های تخت تبدیل شد که موجب راحتی نوازنده می‌شد. همچنین یک پیکاپ چهار قطبی (تک‌سیم‌پیچ) نیز روی آن سوار بود. پیکاپ چند تکه در سال ۱۹۵۷ معرفی شد.